# Tucson
Tucson (ˈtuːsɒn) – miasto w hrabstwie Pima, w stanie Arizona w Stanach Zjednoczonych.
Liczba mieszkańców: 525,5 tys., obszar metropolitalny 1 023 320 (dane z lipca 2008). Jest drugim co do wielkości miastem w stanie, po Phoenix.
W Tucson znajduje się siedziba Uniwersytetu Arizony, jest to drugi pod względem wielkości pracodawca w mieście. Na przedmieściach Tucson znajduje się Park Narodowy Saguaro oraz Muzeum Pustyni Arizona-Sonora.
Na południowym wschodzie Tucson znajduje się baza lotnicza Davis-Monthan Air Force Base. Na terenie bazy znajduje się 309th Aerospace Maintenance and Regeneration Group (309. Grupa Utrzymywania i Konserwacji), w której przechowuje się ponad 4400 zakonserwowanych samolotów i śmigłowców. Jest to największe cmentarzysko wycofanych z aktywnej służby samolotów US Air Force, US Coast Guard, US Navy i US Marine Corps. Najciekawsze eksponaty są prezentowane w Pima Air and Space Museum.
W mieście rozwinął się przemysł lotniczy, metalowy, spożywczy oraz chemiczny.

## Klimat
Lato w Tucson jest bardzo gorące, a zima umiarkowana. Jednak, mimo że leży bardziej na południe od Phoenix, temperatury ze względu na wyższe położenie nad poziom morza są zawsze niższe.
Klimat w Tucson jest pustynny, według klasyfikacji Köppena jest to typ Bwh. Średnia temperatura roczna wynosi +20,8 °C, a rekord ciepła zanotowany w lipcu wyniósł +47,2 °C. Głównymi porami roku są lato i zima, a dodatkowo mniej znaczące: jesień, wiosna i pora monsunowa.
| Miesiąc                                                        | Sty  | Lut  | Mar  | Kwi | Maj | Cze | Lip  | Sie  | Wrz  | Paź  | Lis  | Gru  | Roczna |
| -------------------------------------------------------------- | ---- | ---- | ---- | --- | --- | --- | ---- | ---- | ---- | ---- | ---- | ---- | ------ |
| Rekordy maksymalnej temperatury [°C]                           | 31   | 33   | 37   | 40  | 44  | 47  | 46   | 44   | 42   | 39   | 34   | 29   | 47     |
| Średnie temperatury w dzień [°C]                               | 19   | 20   | 23   | 28  | 33  | 38  | 38   | 36   | 35   | 29   | 23   | 18   | 28     |
| Średnie temperatury w nocy [°C]                                | 4    | 6    | 8    | 11  | 16  | 21  | 24   | 23   | 20   | 14   | 8    | 4    | 13     |
| Rekordy minimalnej temperatury [°C]                            | -14  | -8   | -7   | -3  | 0   | 6   | 9    | 13   | 6    | -3   | -7   | -12  | −14    |
| Opady [mm]                                                     | 23.6 | 21.6 | 18.5 | 7.9 | 5.8 | 5.1 | 57.2 | 60.7 | 32.5 | 22.4 | 14.5 | 23.6 | 293,6  |
| Opady śniegu [mm]                                              | 7.6  | 5.1  | 0    | 0   | 0   | 0   | 0    | 0    | 0    | 0    | 0    | 2.5  | 15,2   |
| Średnia liczba dni śnieżnych                                   | 0.2  | 0.2  | 0    | 0   | 0   | 0   | 0    | 0    | 0    | 0    | 0    | 0.1  | 0,5    |
| Średnia liczba dni z opadami                                   | 4.9  | 4.1  | 3.9  | 2.0 | 1.8 | 1.7 | 9.8  | 9.7  | 4.4  | 3.2  | 2.7  | 4.7  | 52,9   |
| Średnie usłonecznienie [h]                                     | 80   | 82   | 86   | 90  | 92  | 93  | 78   | 80   | 87   | 88   | 84   | 79   | 85     |
| Źródło: NOAA, Average Percent Sunshine through 2009 2012-02-02 |      |      |      |     |     |     |      |      |      |      |      |      |        |
| Źródło #2: The Weather Channel (Records) Kwiecień 2013         |      |      |      |     |     |     |      |      |      |      |      |      |        |

## Miasta partnerskie
- Kazachstan: Ałmaty
- Meksyk: Ciudad Obregón, Guadalajara

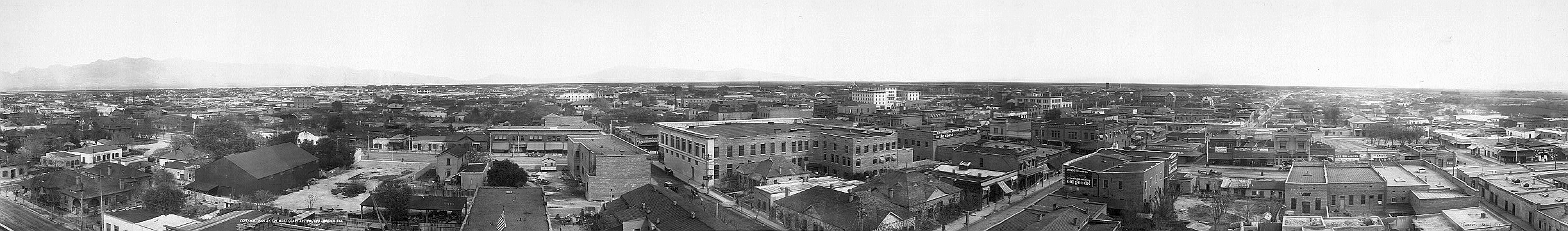
Panorama miasta z 1909 roku

- Węgry: Pecz
- Irlandia: Roscommon
- Hiszpania: Segowia
- Irak: Sulajmanijja
- Tajwan: Taizhong
- Grecja: Trikala

## Zobacz też

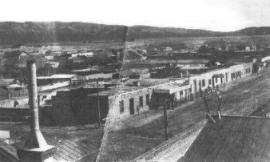
Miasto w 1880 roku